# Empathy Test
Empathy Test es una banda británica independiente de synth pop con sede en Londres (Reino Unido) formada en enero de 2013 por Isaac Howlett (voz, composición) y Adam Relf (composición, producción).

## Trayectoria
En 2014, el sello discográfico Stars & Letters Records, con sede en Brooklyn (Estados Unidos), se interesó por el sencillo Losing Touch que la pareja había autoeditado junto con otras tres composiciones originales. La banda sumó otros cuatro temas y firmaron un acuerdo con la discográfica para el lanzamiento del EP Throwing Stones en diciembre del mismo año.
Losing Touch, lleva acumuladas más de 450.000 visitas en YouTube y cerca de dos millones de escuchas en Spotify. Además, un vídeo realizado por el artista y animador británico Richard Swarbrick para el Liverpool Football Club que se emitió en el canal de televisión oficial de equipo se viralizó dando a Empathy Test una gran visibilidad. Swarbrick utilizó Kirrilee para otro vídeo de animación, titulado 'The Cats of YouTube', que lleva más de 180.000 visitas, y una tercera, Last Night on Earth, en una serie de animaciones de baloncesto encargadas por el canal ESPN.
En Estados Unidos, Kirrilee se convirtió en la banda sonora oficial de una feria de arte inspirada en el actor Bill Murray, llamada The Murray Affair, y que tuvo lugar en San Francisco el 8 de agosto de 2014. Al mes siguiente, el 22 de septiembre, una versión instrumental de la nueva canción Here is the Place, se utilizó como banda sonora de un vídeo titulado 'The Next Generation Asks World Leaders at UN: Why Not Act on Climate Change?' (La siguiente generación pregunta a los líderes del mundo en la ONU: ¿Por qué no actuar sobre el cambio climático?). El cortometraje fue producido por la iniciativa The Climate Reality Project impulsada por el exvicepresidente de los Estados Unidos Al Gore y se proyectó en la Organización de las Naciones Unidas (ONU).
En marzo de 2015, Here is the Place apareció en la cuarta temporada de la serie de televisión Catfish: Mentiras en la Red del canal MTV, lo que aumentó la exposición de la banda, especialmente en Estados Unidos. En 2017, la banda decidió lanzar una campaña de micromecenazgo con la plataforma PledgeMusic para autoeditar los álbumes Losing Touch Remastered y Safe From Harm. La iniciativa tuvo un gran éxito y alcanzó en poco tiempo el 661% de financiación. En mayo de 2018, Losing Touch volvió a llamar la atención internacional con Empathy Test, esta vez en América Latina y España, cuando apareció en dos episodios del programa de Netflix en español Luis Miguel: la serie, un biopic de la vida de la superestrella mexicana de los años 80.
En mayo de 2020, lanzaron el álbum Monsters que como también habían hecho anteriormente, lo autoeditaron y financiaron mediante micromecenazgo.

## Discografía
- 2014 – Losing Touch. EP. Autoeditado
- 2014 – Throwing Stones. EP. Stars & Letters Records
- 2015 – Throwing Stones Remixed. EP. Autoeditado
- 2016 – Demons | Seeing Stars. Single
- 2017 – By My Side. Single
- 2017 – Bare My Soul. Single
- 2017 – Everything Will Work Out. Single
- 2017 – Losing Touch. Álbum
- 2017 – Safe From Harm. Álbum
- 2018 – Holy Rivers. EP
- 2020 – Monsters. Álbum